# Martina Blasberg-Kuhnke
Martina Blasberg-Kuhnke, geb. Blasberg (* 29. März 1958 in Hagen) ist eine deutsche römisch-katholische Theologin und Hochschullehrerin. Sie war Vizepräsidentin der Universität Osnabrück.

## Leben
Martina Blasberg-Kuhnke studierte von 1977 bis 1983 katholische Theologie und Pädagogik an der Universität Münster. Sie schloss ihr Studium mit dem Diplom in Theologie ab. An derselben Universität war sie von 1981 bis 1987 als wissenschaftliche Mitarbeiterin für Pastoraltheologie und Religionspädagogik am Seminar für Praktische Theologie der Katholisch-Theologischen Fakultät tätig. Im Jahre 1985 promovierte sie im Fach Pastoraltheologie zum Dr. theol. Von 1990 bis 1993 arbeitete Blasberg-Kuhnke als wissenschaftliche Mitarbeiterin für Religionspädagogik an der Universität/Gesamthochschule Essen. 1992 habilitierte sie sich im Fach Religionspädagogik am Fachbereich Katholische Theologie der Universität Mainz. Als Privatdozentin war sie ab 1993 als Lehrstuhlvertreterin für Pastoraltheologie und Religionspädagogik am Fachbereich Katholische Theologie der Universität Osnabrück tätig, die sie 1996 als Professorin auf den Lehrstuhl für Praktische Theologie: Pastoraltheologie und Religionspädagogik berief. An der Universität brachte Blasberg-Kuhnke sich unter anderem als Dekanin und Senatorin ein, zwischen 2019 und 2022 war sie mehrfach Vizepräsidentin für Studium und Lehre. Im November 2024 wurde sie in den Ruhestand verabschiedet. Gemeinsam mit Thomas Bals wurde Blasberg-Kuhnke 2025 durch den niedersächsischen Wissenschaftsminister Falko Mohrs beauftragt die, nach Abwahl der bisherigen Präsidentin, handlungsunfähige Universität Vechta „finanziell [zu] konsolidieren und eine langfristig tragfähige Strategie [zu] entwickeln“.
Sie ist Unterzeichnerin des Memorandums „Kirche 2011: Ein notwendiger Aufbruch“ und Vorsitzende des Wissenschaftlichen Rats der Osnabrücker Friedensgespräche.
Martina Blasberg-Kuhnke ist  mit dem Theologen und Hochschullehrer  Ulrich Kuhnke  verheiratet und hat ein Kind.

## Arbeitsschwerpunkte
Blasberg-Kuhnke befasst sich insbesondere mit der religiösen Erziehung und Bildung im Elementar- und Primarbereich, der Theorie des Religionsunterrichts, der religiösen Bildung und Sozialisation Erwachsener, der
praktisch-theologischen Frauenforschung, der Alternsforschung und Altenpastoral sowie der Pastoraltheologie der Gemeinde.

## Werke (in Auswahl)

### Publikationen in Buchform
- Gerontologie und Praktische Theologie. Studien zu einer Neuorientierung der Altenpastoral, Düsseldorf 1985.
- zusammen mit Norbert Mette, Kirche auf dem Weg ins Jahr 2000. Zur Situation und Zukunft der Pastoral. Düsseldorf 1986.
- Erwachsene glauben. Voraussetzungen und Bedingungen des Glaubens und Glaubenlernens Erwachsener im Horizont globaler Krisen, St. Ottilien 1992.
- Menschen in Lebensereignissen und Situationen (= Würzburger Fernkurs, Pastoraler Basiskurs, Lehrbrief 13), Würzburg 2002, 2. Auflage 2005, 3. überarb. Aufl. 2007.
- zusammen mit Gunda Ostermann, Zwischen Anspruch und Alltag. Katholische Erwachsenenbildung in Niedersachsen im Spiegel ihres Leitbilds. Münster-Hamburg-London 2004.
- zusammen mit Andreas Wittrahm (Hrsg.), Altern in Freiheit und Würde. Handbuch christliche Altenarbeit, München 2007, ISBN 978-3-466-36741-2.
- zusammen mit Hans und Birgit Bertram, Religionspädagogisch-katechetischer Kurs. Eltern und Kinder – Familie heute als Lernort des Glaubens (= Würzburger Fernkurs, Religionspädagogisch-katechetischer Kurs. Lehrbrief 17, Teil 1), Würzburg 2009.
- (Hrsg.), zusammen mit Bülent Ucar (Hrsg.) und Arnulf von Scheliha (Hrsg.), Religionen in der Schule und die Bedeutung des Islamischen Religionsunterrichts, Göttingen 2010.

### Beiträge in Sammelwerken (in Auswahl)
- Im Alter fromm und gottesfürchtig? Anmerkungen zur religiösen Entwicklung im Alter, in: Eckhard Lade (Hrsg.), Handbuch Gerontagogik, Obrigheim 1985, Seite 1–12.
- Praktische Theologie „nach“ dem Konzil. Christsein und theologische Existenz in der post-konziliaren Kirche, in: Heribert Wahl (Hrsg.), Den „Sprung nach vorn“ neu wagen. Pastoraltheologie „nach“ dem Konzil – Rückblicke und Ausblicke, Würzburg 2009, Seite 24–33.

### Zeitschriftenartikel (in Auswahl)
- Die Senioren sind nicht mehr die alten. Über die Vielgestaltigkeit des Alter(n)s in der heutigen Zeit, in: Bischöfliche Pressestelle (Hrsg.), Die Senioren sind nicht mehr die alten. Eine Beilage des Kirchenboten zum 1. Oktober 2006, Osnabrück 2006, Seite 2.
- »Kommen alle in den Himmel?« – Zukunftserwartung und christliche Hoffnung auf Vollendung (Joh 14, 1–6Ex 22, 20–26) Predigt 30. Sonntag im Jahreskreis, 26. Oktober 2014, in: PUK, Heft 6, 153. Jahrgang, 2014, S. 785–788.
- »Der Größte von Euch soll Euer Diener sein« – Leitung verantworten in Wort und Tat (Mt 23,1-12) Predigt 31. Sonntag im Jahreskreis, 5. November 2017, in: PUK, Heft 6, 156. Jahrgang, 2017, S. 759–761.